# 스탠리 라우스
스탠리 라우스(Sir Stanley Rous, 1895년 4월 25일~1986년 7월 18일)는 영국의 축구 심판, 스포츠인이다. 국제 축구 연맹(FIFA)의 6대 회장을 지냈다.

## 일생과 경력
왓퍼드 그래머 스쿨(Watford Grammar School for Boys)의 스포츠 교사로 일하였으며, 아마추어 축구에서 골키퍼로 활동하기도 하였다. 이후 성 루크 대학(St Luke's College)에서 공부하여 심판 자격증을 획득하였고, 36번의 국제 경기에서 심판을 보았다. 국제 축구 연맹의 창단 일원 중 한 명인 이보 슈리커(Ivo Schricker)와 친교를 맺기도 하였다.
1927년 풋볼 리그 경기에서 축구 심판으로 데뷔하였으며, 주로 풋볼 리그 2부와 풋볼 리그 디비전 3 북부, 풋볼 리그 디비전 3 남부의 경기에서 활동하였다. 1927년 3월 13일 안트베르펜에서 열린 벨기에와 네덜란드와의 경기에서 국제 경기 심판 활동을 시작하였으며, 1934년 4월 18일 웸블리 스타디움에서 열린 맨체스터 시티 FC와 포츠머스 FC와의 FA컵 결승전 심판을 보기도 하였다. FA컵 결승전 다음날, 축구 심판으로서의 은퇴를 선언하였다.
이후 축구 행정 분야로 활동 영역을 옮겨 1934년부터 1962년까지 잉글랜드 축구 협회의 총무로 일한 뒤 1961년 국제 축구 연맹(FIFA) 회장에 선출되었다. 자국에서 열린 1966년 FIFA 월드컵 당시, 우승을 차지한 개최국 잉글랜드에게 우승컵을 수여하기도 하였다. 1974년 FIFA 회장 선거에 다시 나섰으나, 주앙 아벨란제에 밀려 재선에 실패하였다. 그 해 7월 11일 회장에서 물러났으며, 명예회장으로 추대되었다.
1986년 런던 패딩턴에서 91세로 사망하였다.

## 업적
1938년 축구 경기 규칙을 재정비하였으며, 처음으로 대각선 심판법(diagonal system of control)을 사용하였다.
왓퍼드 FC의 비커리지 로드의 서쪽 스탠드에 그의 이름이 붙여졌으며, 1980년대에 그를 기념하는 라우스 컵(Rous Cup)이 4년간 열리기도 하였다.

## 서훈
- 1943년 대영 제국 훈장 3등급(CBE) 수훈
- 1949년 Knight Bachelor(기사작위) 서임

## 같이 보기
- FIFA 회장 목록